# Маслак
41° 06′ 32″ N 29° 01′ 16″ E / 41.10889° С; 29.02111° И
Маслак је истанбулска градска четврт и један од главних пословних делова града. Налази се на европској страни и припада општини Шишли. 
Маслаков конкурент у градњи нових облакодера је најближа пословна четврт Левент. Испод Маслака пролази истанбулски метро, који је првобитно требало да се завршава на станици „Левент 4“.
Тренутно, највећи завршени облакодер у Маслаку је Сан Плаза, са 38 спратова, док је највећи облакодер у изградњи у Маслаку (као и у Истанбулу, и целој Турској) Дијамант Истанбула, који обухвата три повезана торња, од којих највиши има 53 надземна спрата и имаће висину 270 метара.
Дијамант Истанбула ће такође бити први челични облакодер у Турској, где (за разлику од ситуације у САД) градња челиком кошта више од градње бетоном. Разлог због којег је изабран челик је тај што је он чвршћи у случају земљотреса, док је бетон отпорнији на ватру.